# Umlaut
En lingüística, umlaut (del alemán "alteración de sonido") o metafonía es un proceso fonológico diacrónico característico de las lenguas germánicas, donde una vocal o semivocal anterior que sigue a una vocal posterior es asimilada a esta última convirtiéndola en vocal anterior.

## Umlaut en inglés y en alemán
Aunque históricamente el umlaut en sí no ha tenido ninguna función gramatical, la vocal resultante sí suele tener una función, por ejemplo, caracterizar el plural (y por ello muestra similitudes con el ablaut cuando se mira de forma sincrónica). 
Se puede observar esto en la palabra inglesa man (hombre): en el Germánico Antiguo el plural tenía la misma vocal, pero también tenía el sufijo de plural "-ir". El sufijo causó una mutación vocálica en la vocal anterior, y cuando más tarde el sufijo desapareció, la vocal que había mutado apareció como la única marca de plural: men (hombres). En inglés los plurales provenientes del umlaut son escasos. Sin embargo, podemos encontrar otros ejemplos como en tooth/teeth (diente/dientes), goose/geese (oca/ocas) y foot/feet (pie/pies).
El umlaut es más visible cuando tiene lugar en uno de los varios pares de palabras formados de esta manera, pero debe recordarse que muchas palabras inglesas contienen una vocal que ha mutado por este proceso y, sin embargo, no tienen una forma paralela actual no mutada.
|          | Protogermánico | Inglés antiguo | Inglés moderno        |
| Singular | *mūs           | mūs            | /maʊs/ mouse 'ratón'  |
| Plural   | *mūsiz         | mȳs > mīs      | /maɪs/ mice 'ratones' |
| Singular | *fōt           | fōt            | /fʊt/ foot 'pie'      |
| Plural   | *fōtiz         | fēt            | /fiːt/ feet 'pies'    |

(tabla adaptada de Malmkjær 2002)

## Umlaut en sustantivos alemanes

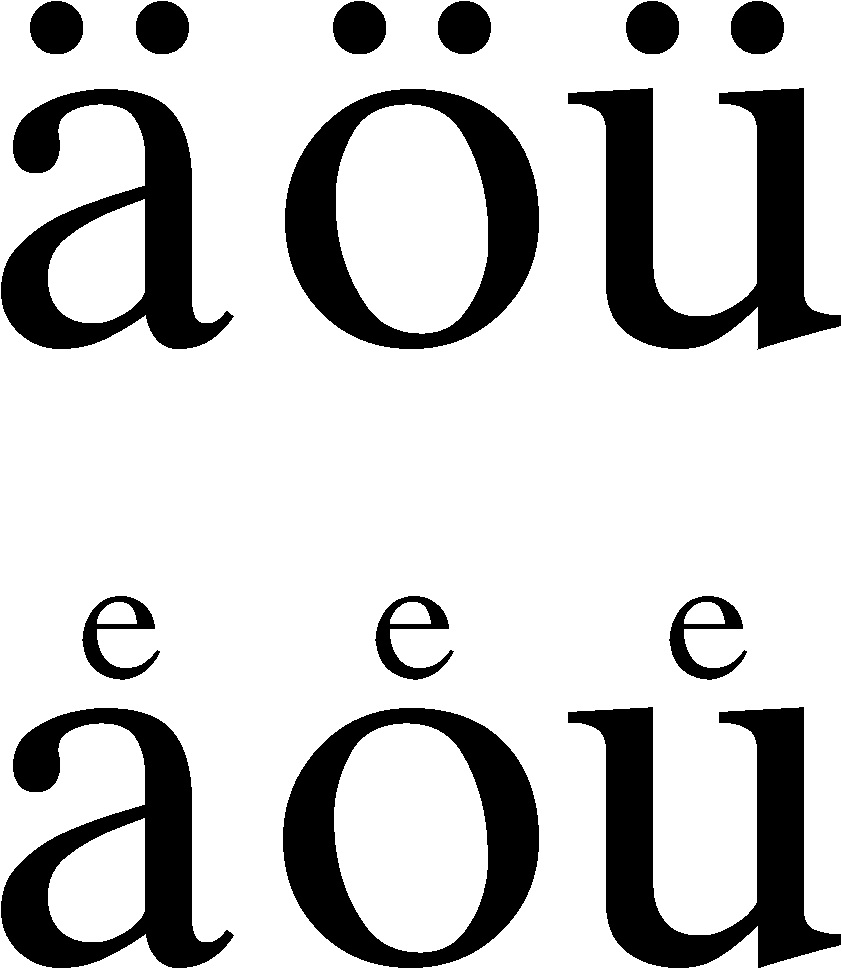
Formas actuales (ä, ö, ü) y antiguas (aͤ, oͤ, uͤ) del umlaut.

En alemán el umlaut como marca de plural en los sustantivos es una característica regular, y aunque el umlaut por sí mismo ya no es productivo en esta lengua, se pueden crear nuevos plurales de este tipo por analogía. De la misma forma, el umlaut marca el comparativo de muchos adjetivos y otros tipos de formas derivadas. Sólo alguna vez se encuentra una palabra que no tiene una homóloga sin umlaut: uno de los escasos ejemplos es schön (bello). 
Gracias a la importancia gramatical de estas parejas, fue necesario instituir el signo diacrítico de la diéresis alemán, haciendo el fenómeno más visible. El resultado en alemán es que las vocales <a>, <o> y <u> pasan a <ä>, <ö> y <ü>, y el diptongo <au> pasa a <äu>: Mann/Männer (man/men, hombre/hombres), lang/länger (long/longer, largo/más largo), wurde/würde (have been/would), Haus/Häuser (house/houses, casa/casas). Para la realización fonética de estos, ver el artículo de fonología alemana.
De cualquier manera, la ortografía alemana no es enteramente clara con respecto al umlaut. El adjetivo fertig (acabado; originariamente "preparado para ir") contiene una mutación por umlaut, pero se escribe preferiblemente con e en vez de ä, ya que su relación con Fahrt (viaje) para la mayoría de los hablantes de esta lengua ha perdido la marca. De la misma forma, alt (viejo) hace el comparativo en älter (más viejo), pero el nombre que viene de estos es Eltern (padres). Aufwand (esfuerzo) tiene el adjetivo aufwendig (costoso), mientras que con la reforma de la escritura alemana de 1996, ahora se permite la escritura alternativa aufwändig. Para denken, ver más abajo. 
Por otro lado, el alemán escribe Känguru (canguro) con una <ä>, aunque los orígenes de esta vocal no tienen nada que ver con el umlaut: este es un préstamo del inglés, y el signo diacrítico es usado como analogía de la relación grafema-fonema del inglés. 
Esta incertidumbre en el sistema de escritura es solo un problema con <ä> y <e>; en las palabras alemanas nativas, los sonidos indicados por <ö> y <ü> son siempre un resultado del umlaut alemán y no pueden ser escritos de otra manera (nótense los préstamos del francés: Möbel de meubles, Büro de bureau).

## Umlaut en verbos germánicos
Dos interesantes ejemplos de umlaut implican distinciones de vocales en los verbos alemanes. Muchas veces estos cambios son subsumidos bajo el título de "ablaut" en la descripción del verbo, pero su origen es diferente.
La palabra alemana Rückumlaut (umlaut inverso) es un término ligeramente engañoso dado a la distinción vocal entre las formas de presente y pasado de ciertos verbos débiles. Ejemplos en inglés serían think/thought, bring/brought, tell/told, sell/sold. (Estos verbos tienen una dental -t o -d como marcas del tiempo verbal, por lo tanto son débiles y el cambio vocálico no puede estar condicionado por un ablaut.)
La presencia del umlaut es posiblemente más obvia en el alemán denken/dachte (pienso/pensé), especialmente si recordamos que en alemán las letras <ä> y <e> son normalmente equivalentes. El verbo protogermánico podría haber sido *þankjan: la /j/ causó un umlaut en todas las formas que tenía el sufijo, consecuentemente la /j/ desapareció. El término "umlaut inverso" indica que si tomamos, como la gramática tradicional, el infinitivo y el presente como referencia, hay una ilusión en el cambio de la vocal hacia la parte trasera de la boca en el tiempo pasado (para así decir <ä>→<a>), pero por supuesto el desarrollo histórico era simplemente un umlaut en las formas de tiempo presente. 
Una variedad de umlaut ocurre en las formas de segunda y tercera personas del singular del presente de algunos verbos fuertes alemanes. Por ejemplo, fangen (coger): ich fange, du fängst, er fängt. Por ello, los desarrollos llevan a que este fenómeno no siempre parezca un umlaut. Por ejemplo, geben (dar) tiene el presente ich gebe, du gibst, er gibt, mientras que el cambio de la vocal e→i no sería un resultado normal de umlaut en alemán. Para propósitos prácticos se puede incluir en las tablas del ablaut (como se solía hacer cuando se enseñaba alemán como lengua extranjera, por ejemplo, o inglés antiguo en los libros de texto), pero su origen no es el ablaut.